# Vanlig eland
Vanlig eland eller eland (Taurotragus oryx)  är en art i familjen slidhornsdjur. Den kallas också för älgantilop, och är en av de två största antiloparterna; den nära släktingen jätteeland (jätteälgantilop, Taurotragus derbianus) har dock längre horn. Arten lever i flockar på savannerna i södra och östra Afrika.

## Kännetecken
Honor når en kroppslängd mellan 200 och 280 cm (utan svans) samt en vikt mellan 300 och 600 kg. Mankhöjden för honor är 125 till 150 cm. Hannar blir med en kroppslängd mellan 240 och 345 cm samt en vikt mellan 400 och 1 000 kg tydligt större. Hannarnas mankhöjd ligger mellan 150 och 183 cm. Svansen är cirka 50 till 90 cm lång hos båda könen. Horn finns hos båda könen, de är långa (upp till 65 cm) och spiralvridna.

## Utbredning och habitat
Utbredningsområdets norra gräns sträcker sig ungefär i en linje från centrala Kenya till centrala Angola, men det finns även isolerade populationer i Uganda och södra Sudan. Med undantag av några regioner i södra Namibia, i nordvästra Sydafrika, i södra Botswana och i Lesotho förekommer vanlig eland i hela södra Afrika. I bergstrakter finns den upp till 4 900 meter över havet. Vanlig eland vistas främst i öppna savanner, halvöknar eller ursprungliga torra och öppna skogar. Arten undviker däremot alltför täta skogar, gräsmarker utan buskar och äkta öknar.

## Levnadssätt
Vanlig eland lever vanligen i grupper med 40 till 70 individer, men vid gynnsamma förhållanden förenas flera flockar tillfälligt till stora hjordar med flera hundra individer. Av de mindre flockarna finns vanligen två varianter – den första bildas av flera honor samt deras ungar och den andra bildas endast av hannar. I flockar av den senare varianten etableras oftast en hierarki. Dessutom förekommer ensamlevande hannar. I motsats till flera andra antiloper har vanlig eland inga revir.
Om kalvarna blir hotade av lejon eller andra rovdjur försvaras de av hela flocken. Ett liknande socialt beteende observeras mycket sällan hos andra antiloper.
Individerna är långsamma och stannar länge på samma ställe, och bara i undantagsfall når de hastigheter upp till 70 km/h. De är vanligen aktiva tidigt på morgonen eller senare på eftermiddagen och vilar under dagens hetaste timmar.
Denna antilop livnär sig uteslutande vegetariskt, men angående växtdelar är den mycket mångsidig. Den äter bland annat gräs, löv och kvistar.
Hannen testar med tungan om honan är parningsberedd. Finns flera hannar vid samma hona strider de med hornen om rätten att para sig. Ibland tar det 4 timmar innan honan tillåter kopulationen. Honor kan para sig hela året men vanligen ligger parningstiden mellan augusti och november så att ungarna föds under regntiden. Dräktigheten varar i genomsnitt 271 dagar (nio månader) och vanligen föds en kalv per kull. Ungen väger 25 till 30 kg vid födelsen och står kort efteråt på sina ben. Könsmognaden infaller för honor efter 2,5 år och för hannar efter 4 år. Livslängden blir upp till 25 år.

## Elandantilopen och människor
Vanlig eland jagades tidigare hårt för köttets och hornens (som trofé) skull. Därför förekommer den idag främst i skyddade områden eller på privat mark. Ett annat hot är omvandlingen av levnadsområdet till jordbruksmark. Arten har också blivit föremål för domesticering och används som mjölkproducent, då mjölken är bättre hållbar än tamboskapens mjölk; dessutom uthärdar vanlig eland vattenbrist bättre. Som husdjur förekommer elandantilopen till exempel i Sydafrika, Zimbabwe och Kenya men även i Ryssland, Ukraina och Storbritannien.

### Dödsfall
I samband med att en djurskötare på Ölands djurpark, efter stängning den 28 augusti 2022, skulle ta in parkens elander, blev han av okänd anledning stångad till döds.